# Gregory Hutchinson (Philologe)
Gregory Owen Hutchinson (* 5. Dezember 1957 in London Borough of Hackney) ist ein britischer Gräzist und Regius Professor of Greek der Universität Oxford.

## Leben
Er wurde an der City of London School unterrichtet. Er hatte einen der freien Plätze erhalten, die von der Inner London Education Authority finanziert wurden. Er studierte Klassische Philologie am Balliol College in Oxford und schloss 1979 mit einem Bachelor of Arts (BA) ab. Er blieb bei Balliol, um postgraduale Forschung zu betreiben, und schloss 1983 seinen Doktor der Philosophie (DPhil) ab. Seine Doktorarbeit trug den Titel Aeschylus: Septem Contra Thebas: Text and commentary. 1979 heiratete Hutchinson Yvonne Downing. Zusammen haben sie eine Tochter.
Von 1981 bis 1984 lehrte Hutchinson als Doktorand an der Christ Church in Oxford. 1984 wurde er zum Fellow des Exeter College in Oxford gewählt. Von 1984 bis 2015 war er Tutor für Klassische Philologie am Exeter College. Von 1996 bis 1998 war er auch als Reader in Classical Literature an der Faculty of Classics tätig. Von 1998 bis 2015 war er außerdem Professor für griechische und lateinische Sprachen und Literatur an der Universität Oxford.
2021 wurde Hutchinson in die British Academy gewählt.

## Schriften (Auswahl)
- Cicero’s correspondence. A literary study. Oxford 1998, ISBN 978-0198150664.
- Talking books. Readings in Hellenistic and Roman books of poetry. Oxford 2008, ISBN 978-0199279418.
- Greek to Latin. Frameworks and contexts for intertextuality. Oxford 2013, ISBN 978-0199670703.
- Plutarch’s Rhythmic Prose. Oxford 2018, ISBN 978-0-19-882171-7.